# Diazodinitrofenol
Diazodinitrofenol (DDNP) je organsko jedinjenje, koje sadrži 6 atoma ugljenika i ima molekulsku masu od 210,104 .
Diazodinitrofenol je bio prvo proizvedeno diazo jedinjenje; kasnije je korišćen za pravljenje boja i eksploziva. Formira žute kristale u čistom obliku; međutim, boja nečistih oblika može varirati od tamno žute preko zelene do tamno braon. Rastvorljiv je u sirćetnoj kiselini, acetonu, koncentrovanoj hlorovodoničkoj kiselini, većini nepolarnih rastvarača i slabo je rastvorljiv u vodi.
Za njegovo uništavanje može se koristiti rastvor hladnog natrijum-hidroksida. DDNP se može desenzibilisati potapanjem u vodu, pošto ne reaguje u vodi na normalnoj temperaturi. Manje je osetljiv na udar, ali moćniji od živinog fulminata i skoro jednako moćan kao azid olova. Osetljivost DDNP na trenje je mnogo manja nego kod živinog fulminata i olovnog azida.
DDNP se koristi sa drugim materijalima za formiranje inicijalnih smeša, posebno tamo gde je poželjna visoka osetljivost na plamen ili toplotu. DDNP se često koristi kao inicijalni eksploziv u pogonskim prajmerima i zamena je za olovni stifnat u onome što se naziva "zelenim" ili "netoksičnim" (bez olova) prajmerskim eksplozivnim kompozicijama. Prajmeri bez olova su ocenjeni kao neadekvatni za upotrebu u vatrenom oružju zbog slabog i neujednačenog paljenja u poređenju sa prajmerima na bazi olova.

## Istorija
Diazodinitrofenol je prvi put pripremio nemački hemičar Peter Gris 1858. godine. Bio je među prvim diazo jedinjenjima i dugo vremena nakon toga korišćen je kao početni materijal za boje. Iako je Gris 1859. spomenuo da je diazodinitrofenol eksplodirao pri zagrevanju, tek 1892. je diazodinitrofenol prvi put korišćen kao eksploziv – kada su Vilhelm Vin i Fridrih Lence, nemački hemičari u Militar-Versuchsamt (vojna istraživačka kancelarija) u Špandauu, Nemačka, počela je da istražuje azide kao potencijalne pokretače eksploziva. Istraživanje je sprovedeno tajno. Posle kobne nesreće, radovi su prekinuti.

## Proizvodnja
Dodavanjem kaustične sode pikrinskoj kiselini, vrsti fenola u širem smislu, a zatim redukovanjem natrijum sulfidom nastaje natrijum pikramat. Kada se tome doda natrijum nitrit u vodu zakiseljenu hlorovodoničnom kiselinom, dijazotizira u diazodinitrofenol. Ovo se filtrira, ispere vodom da bi se uklonila kiselina, a zatim osuši toplim vazduhom. Za dalje prečišćavanje rastvori se u toplom acetonu, a zatim se sipa u hladnu vodu da se rekristališe. U svom kristalizovanom stanju, ima privremenu specifičnu težinu od samo 0,27, pa se komprimuje na 240 Kgf/cm², da bi se povećala na 0,86.

## Osobine
| Osobina                  | Vrednost |
| ------------------------ | -------- |
| Broj akceptora vodonika  | 6        |
| Broj donora vodonika     | 0        |
| Broj rotacionih veza     | 2        |
| Particioni koeficijent ( | 0,6      |
| Rastvorljivost (logS, log(mol/L))       | -3,0     |
| Polarna površina (PSA, Å2)  | 146,1    |

## Fizička svojstva
Čisti dinitrodiazofenol su jarko žuti kristali u obliku igle, ali zbog razlika u proizvodnim procesima, može se pojaviti u različitim bojama kao što su zemljano žuta, braon žuta, tamno smeđa, žuto-zelena, ljubičasto-crvena itd. Tačka topljenja je oko 150 °C (302 °F; 423 K), pseudo gustina je 0,27 do 0,75 g/cm³, a gustina kristala je 1,63 g/cm³. Korišćenje acetona za operaciju rekristalizacije može povećati ovu vrednost na 1,71 g/cm³. Industrijski proizvodi dinitrodiazofenola su uglavnom u obliku smeđe-ljubičastih sfernih polikristala. Njihova higroskopnost je niža od čistih kristala i njihova eksplozivna svojstva se manje menjaju nakon apsorpcije vlage. Kada se koristi u industrijskim detonatorima, lažna gustina je uglavnom 0,5. do 0,7 g/cm³. 
Na 25 °C (77 °F; 298 K), rastvorljivost dinitrodiazofenola u vodi je 0,08 grama na 100 ml, i neće se promeniti kada se u vodi na ovoj temperaturi čuva 24 meseca. Pored toga, on je slabo rastvorljiv u ugljen-tetrahloridu i etru, a rastvorljiv u etanolu, metanolu, acetonu , etil acetatu, sirćetnoj kiselini, nitroglicerinu i koncentrovanoj hlorovodoničkoj kiselini. Dinitrodiazofenol ima lošu termičku stabilnost. Gubi oko 2,1% svoje težine nakon 48 sati na 100 °C (212 °F; 373 K), a gubi oko 4,3% za 96 sati. Ne eksplodira kada se zagreje do 100 sati.

## Hemijska svojstva
Dinitrodiazofenol je slabo i može postati stabilno u neorganskim kiselinama na sobnoj temperaturi, ali će se razložiti u vrućoj koncentrovanoj sumpornoj kiselini. Shodno tome, dinitrodiazofenol će brzo proći kroz više reakcija u alkalnoj, diazo grupa je uništena i gasoviti azot je pušten. U suvim uslovima, dinitrodiazofenol neće reagovati sa uobičajenim metalnim materijalima kao što su bakar, aluminijum, gvožđe, cink, olovo, bizmut i magnezijum, ali će doći do određenih promena u vlažnim sredinama.
Dinitrodiazofenol se značajno menja kada je izložen svetlosti, posebno kada je izložen direktnoj sunčevoj svetlosti. Nakon 10 minuta direktne sunčeve svetlosti, čistoća čistog dinitrodiazofenola će pasti na 67,3%. U isto vreme, njegova boja će postati crna i njegova sposobnost detonacije će takođe opasti. Nakon 360 sati direktne sunčeve svetlosti, njegova sposobnost detonacije će se smanjiti za oko 20%, pa je vreme izlaganja svetlosti potrebno smanjiti tokom upotrebe ove supstance.

## Literatura
- Clayden, Jonathan; Greeves, Nick; Warren, Stuart; Wothers, Peter (2001). Organic Chemistry (I изд.). Oxford University Press. ISBN 978-0-19-850346-0.
- Smith, Michael B.; March, Jerry (2007). Advanced Organic Chemistry: Reactions, Mechanisms, and Structure (6th изд.). New York: Wiley-Interscience. ISBN 0-471-72091-7.
- Katritzky A.R.; Pozharskii A.F. (2000). Handbook of Heterocyclic Chemistry (Second изд.). Academic Press. ISBN 0080429882.